# Entella taborana
Entella taborana är en bönsyrseart som beskrevs av Giglio-tos 1915. Entella taborana ingår i släktet Entella och familjen Mantidae. Inga underarter finns listade i Catalogue of Life.